# Tomoyuki Takechi
Tomoyuki Takechi (武市智行, 6 novembre 1955) est le président de la société de jeux vidéo Square Co.. Takechi commença sa carrière à la Shikoku Bank en 1979 avant de rejoindre Square en 1996.